# Theridion diadematum
Theridion diadematum là một loài nhện trong họ Theridiidae.
Loài này thuộc chi Theridion. Theridion diadematum được Pater Chrysanthus miêu tả năm 1963.